# Saccocirrus cirratus
Saccocirrus cirratus är en ringmaskart som beskrevs av Aiyar och Alikuhni 1944. Saccocirrus cirratus ingår i släktet Saccocirrus och familjen Saccocirridae. Inga underarter finns listade i Catalogue of Life.